# Albert von Köln
Albert von Köln (lat. Albertus de Colonia) († 18. Oktober 1525) war von 1507 bis 1525 Abt des Klosters Grafschaft. Unter ihm trat das Kloster der Bursfelder Kongregation bei.

## Leben
Er stammte wohl aus Köln. Aus seinem Leben ist bekannt, dass er zunächst Mönch in der Abtei Brauweiler war. Nachdem Erzbischof Hermann IV. 1507 eine Reform des Klosters Grafschaft angeordnet hatte, mussten der bisherige Abt Peter von Dörenbach und diejenigen Mönche, die eine Reform ablehnten, das Kloster verlassen. An ihre Stelle traten sechs Konventsmitglieder aus den Klöstern Deutz und Brauweiler. Unter ihnen war auch Albert von Köln. Diese reisten über Schloss Hirschberg, wo sich zu dieser Zeit auch der Erzbischof aufhielt, in Richtung Grafschaft. In Hirschberg wurde Albert einstimmig zum Abt gewählt und sofort vom Erzbischof bestätigt.
Anfangs hatte die neue Gemeinschaft noch mit dem Widerstand der früheren Mönche und ihrer Unterstützer zu tun, ehe sie sich durchsetzen konnte. Unter Albert von Köln trat das Kloster 1508 der Bursfelder Kongregation bei. Er hat auch das Nonnenkloster in Odacker im Sinne der Kongregation reformiert. Allerdings ergaben die Zustände im Kloster Grafschaft bei Visitationen weiterhin erhebliche Mängel und auch Abt Albert war 1520/22 von der Entlassung bedroht.
Konflikte mit Philipp von Grafschaft wegen der Vogtei und der dazugehörigen Güter wurden 1514 durch einen Vergleich beigelegt. Zu diesem Zweck hatte Erzbischof Philipp von Daun extra Kommissarien ernannt.